# 기응세 선생 묘
기응세 선생 묘는 경기도 고양시 덕양구 성사동에 있다. 1986년 6월 16일 고양시의 향토문화재 제23호로 지정되었다.

## 개요
조선조 전기의 인물인 기응세 선생의 묘소이다. 문인석이 독특하며 명필 한석봉과 주지번이 쓴 비문이 특이하다.